# Vladimir Andreyev
Vladimir Vasilyevich Andreyev (em russo: Владимир Васильевич Андреев, Yamanchurino, Chuváchia, RSFS da Rússia, 7 de setembro de 1966 – 16 de abril de 2024) foi um antigo atleta russo, especialista em marcha atlética, que foi medalhista de bronze nos 20 km marcha dos Jogos Olímpicos de 2000 realizados em Sydney. Foi ainda sétimo classificado na Olimpíada seguinte, que se disputou em Atenas.
Como recorde pessoal, fez a marca de 1:18:16 h nos 20 km marcha, em Moscovo, no dia 19 de maio de 2000.